# 越中一向一揆

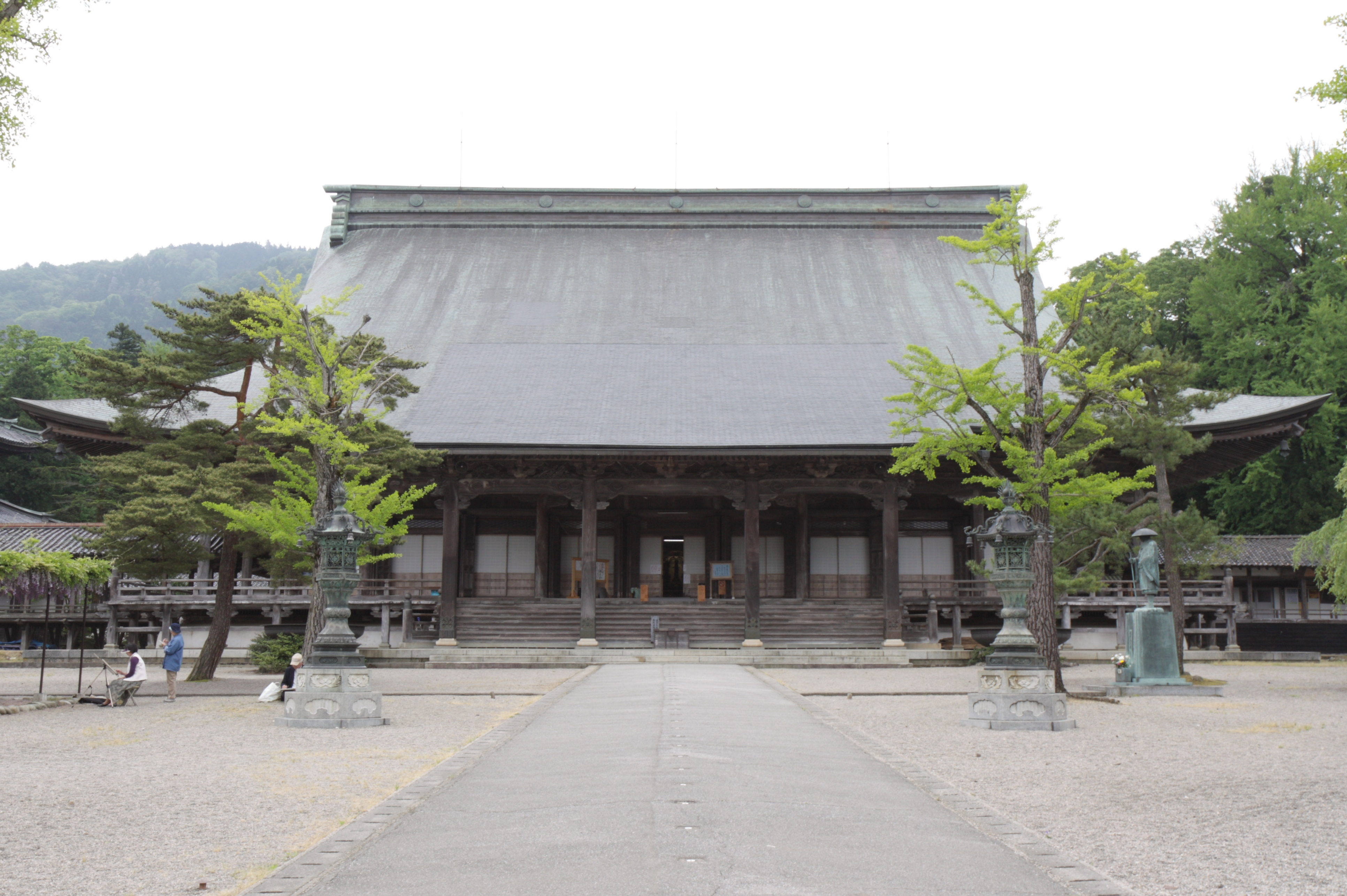
瑞泉寺

越中一向一揆（えっちゅういっこういっき）是文明11年（1479年）～天正4年（1576年），以越中的瑞泉寺和土山御坊門徒為中心的一向一揆。

## 概要
明德元年（1390年），本願寺第5世法主綽如創建瑞泉寺，成為越中的據點。嘉吉2年（1442年），綽如的孫女勝如尼之夫如乘（第6世法主巧如次男）創建加賀本泉寺，本願寺也進入加賀。文明13年（1481年），受到加賀守護富樫政親彈壓的一揆衆逃到瑞泉寺，感到威脅的越中福光城主石黑光義襲撃瑞泉寺，但是戰死。之後，瑞泉寺的勢力伸入礪波郡。長享2年（1488年），富樫政親也因加賀一向一揆戰死，加賀被第8世法主蓮如的3個兒子（松岡寺住持蓮綱・光教寺住持蓮誓・本泉寺住持蓮悟）實質統治。
永正16年（1519年），蓮誓的次男實玄將土山御坊移轉至安養寺村，修築安養寺御坊（勝興寺）。
享祿4年（1531年），加賀一向一揆和本願寺對立，大小一揆爆發，勝興寺追隨本願寺的大一揆。結果，加賀轉由本願寺直接統治，越中則由勝興寺和瑞泉寺支配。之後的長年間維持強大的勢力，和能登守護畠山氏、越後守護代長尾氏、越中守護代遊佐氏等敵對。永祿經元龜至天正年間，和上杉謙信持續激烈的紛爭。但是，元龜3年（1572年）9月初旬的尻垂坂之戰，加賀・越中一向一揆大敗，越中一向一揆壞滅，最後和謙信議和。

## 關連項目
- 享祿・天文之亂
- 般若野之戰